# Johan Franzén
Johan Franzén (* 23. prosince 1979, Vetlanda, Švédsko) je bývalý švédský lední hokejista, který v severoamerické NHL odehrál přes 600 utkání, všechna za Detroit Red Wings.

## Rekordy
V prvních 229 utkáních NHL včetně playoff dal 38 gólů. V závěru sezóny (2008/2009) začal střílet góly téměř jako Brett Hull a trhal rekordy nejen klubu ale i NHL. V 29 utkáních závěru základní části a playoff nastřílel za 29 zápasů 28 gólů. Byl to střelecký výkon v jehož průběhu překonal 4 rekordy Red Wings. Krom toho vymazal z historických tabulek samotného Gordieho Howea, když v březnu dokázal vstřelit vítěznou branku v šesti zápasech. Ten 6. zápas hrál v den kdy se oslavovali Howeovi 80. narozeniny. V druhém kole play off překonal dlouholetý rekord NHL: ve čtyřech utkáních proti Coloradu vstřelil 9 branek. Šlo o vynikající výkon. V jeho bývalém klubu Boro/Vetlanda, když mu bylo 18 let, nastřílel ve 36 utkáních celkem 53 branek.

## Špatné období
Na konci roku 1998 dostala jeho kariéra ošklivou ránu. V nekontrolovaném okamžiku šlápl na rozhodčího, kterého pak tvrdým atakem srazil na led. Po tomto incidentu následoval tvrdý trest: Zákaz startu ve všech soutěžích po dobu jednoho roku. Na podzim roku 1999 však Švédský hokejový svaz polevil a zkrátil mu trest na dobu 9 měsíců a proto mohl naskočit na led hned od začátku nové sezóny.

## Klubové statistiky
| Sezona     | Klub              | Soutěž     | Základní část | Základní část | Základní část | Základní část | Základní část | Play off | Play off | Play off | Play off | Play off |
| Sezona     | Klub              | Soutěž     | Z             | G             | A             | B             | TM            | Z        | G        | A        | B        | TM       |
| ---------- | ----------------- | ---------- | ------------- | ------------- | ------------- | ------------- | ------------- | -------- | -------- | -------- | -------- | -------- |
| 1999–00    | Tranås AIF        | Div.2      | 14            | 2             | 9             | 11            | 6             | —        | —        | —        | —        | —        |
| 2000–01    | Linköpings HC     | HockeyAll. | 41            | 12            | 20            | 32            | 26            | 10       | 3        | 3        | 6        | 0        |
| 2001–02    | Linköpings HC     | SEL        | 36            | 2             | 6             | 8             | 64            | —        | —        | —        | —        | —        |
| 2002–03    | Linköpings HC     | SEL        | 37            | 2             | 4             | 6             | 14            | —        | —        | —        | —        | —        |
| 2002–03    | Linköpings HC     | Swe-2      | —             | —             | —             | —             | —             | 10       | 1        | 4        | 5        | 4        |
| 2003–04    | Linköpings HC     | SEL        | 49            | 12            | 18            | 30            | 26            | 5        | 0        | 1        | 1        | 8        |
| 2004–05    | Linköpings HC     | SEL        | 43            | 7             | 7             | 14            | 45            | 6        | 2        | 0        | 2        | 16       |
| 2005–06    | Detroit Red Wings | NHL        | 80            | 12            | 4             | 16            | 36            | 6        | 1        | 2        | 3        | 4        |
| 2006–07    | Detroit Red Wings | NHL        | 69            | 10            | 20            | 30            | 37            | 18       | 3        | 4        | 7        | 10       |
| 2007–08    | Detroit Red Wings | NHL        | 72            | 27            | 11            | 38            | 51            | 16       | 13       | 5        | 18       | 14       |
| 2008–09    | Detroit Red Wings | NHL        | 71            | 34            | 25            | 59            | 44            | 23       | 12       | 11       | 23       | 12       |
| 2009–10    | Detroit Red Wings | NHL        | 27            | 10            | 11            | 21            | 22            | 12       | 6        | 12       | 18       | 16       |
| 2010–11    | Detroit Red Wings | NHL        | 76            | 28            | 27            | 55            | 58            | 8        | 2        | 1        | 3        | 6        |
| 2011–12    | Detroit Red Wings | NHL        | 77            | 29            | 27            | 56            | 40            | 5        | 1        | 0        | 1        | 8        |
| 2012–13    | Detroit Red Wings | NHL        | 41            | 14            | 17            | 31            | 41            | 14       | 4        | 2        | 6        | 8        |
| 2013–14    | Detroit Red Wings | NHL        | 54            | 16            | 25            | 41            | 40            | 5        | 0        | 1        | 1        | 2        |
| 2014–15    | Detroit Red Wings | NHL        | 33            | 7             | 15            | 22            | 30            | —        | —        | —        | —        | —        |
| 2015–16    | Detroit Red Wings | NHL        | 2             | 0             | 1             | 1             | 2             | —        | —        | —        | —        | —        |
| NHL celkem | NHL celkem        | NHL celkem | 602           | 187           | 183           | 370           | 401           | 107      | 42       | 39       | 81       | 80       |

### Reprezentační statistiky
| 2005        | Švédsko     | MS          | 5  | 1 | 0 | 1  | 0  |
| 2006        | Švédsko     | MS          | 8  | 0 | 3 | 3  | 12 |
| 2010        | Švédsko     | OH          | 4  | 1 | 1 | 2  | 2  |
| 2012        | Švédsko     | MS          | 7  | 4 | 5 | 9  | 8  |
| Celkem v MS | Celkem v MS | Celkem v MS | 20 | 5 | 8 | 13 | 20 |